# Джин Хілліард
Джин Хілліард (англ. Jean Hilliard) (нар. 1961) — американка, що була заморожена на 6 годин через вуличний мороз після автомобільної аварії в сільській місцевості на північному заході Міннесоти, Сполучені Штати. Вона вижила, і її одужання було описано як «диво».

## Випадок
У вечері 20 грудня 1980 року 19-річна Джин Хілліард була за кермом у стані алкогольного сп'яніння, і потрапила в аварію, внаслідок якої автомобіль вийшов з ладу при мінусовій температурі. Вона йшла пішки до будинку друга 3.2 кілометри, але впала за 4,6 метрів від дверей. Температура на вулиці опустилася до -30 C°. Вона була знайдена «замороженою» о 7 годині ранку, після шести годин на холоді. Її доставили до лікарні Фосстон, де лікарі сказали, що її шкіра надто жорстка, щоб проколоти її голкою для підшкірних ін’єкцій, а температура тіла надто низька, щоб її можна було зафіксувати термометром. Її обличчя було сірого кольору, а очі нерухомими й не реагували на світло. Пульс сповільнився приблизно до 12 ударів на хвилину. Оскільки в її крові був алкоголь, її органи залишилися незамороженими, що запобігло їх пошкодженням.
Її родина молилася, сподіваючись на чудо. Її загорнули в ковдри та обклали електроподушками. Через 2 години у Джин почалися сильні конвульсії, і вона прийшла до тями. Вона була в дуже гарному стані, психічно і фізично, хоча трохи розгублена. Обмороження повільно зникло навіть зі стоп, на подив лікарів. Через 49 днів вона вийшла з лікарні, не втративши жодного пальця і без будь-яких перманентих пошкоджень мозку чи тіла.

## Відомість
Випадок став дуже відомим у газетах та на ТВ, а з поширенням Інтернету про нього було написано багато статей. У 2022 році Телеканал FOX (FOX-9, KMSP-TV) провів інтерв'ю з Джин (YouTube відео) 